# Allophylus villosus
Allophylus villosus là một loài thực vật có hoa trong họ Bồ hòn. Loài này được (Roxb.) Blume mô tả khoa học đầu tiên năm 1847.